# Strategies for Engineered Negligible Senescence
Strategies for Engineered Negligible Senescence (Estratégias para a Senescência Negligível Engenheirada, SENS) é um termo concebido pelo  biogerontologista britânico Aubrey de Grey para conjunto de terapias da medicina regenerativa planejadas e em andamento, de forma a coibir o envelhecimento através da coibição da senescência, aumentando a expectativa de vida ou até mesmo buscando a imortalidade.